# John Winfield Wallace

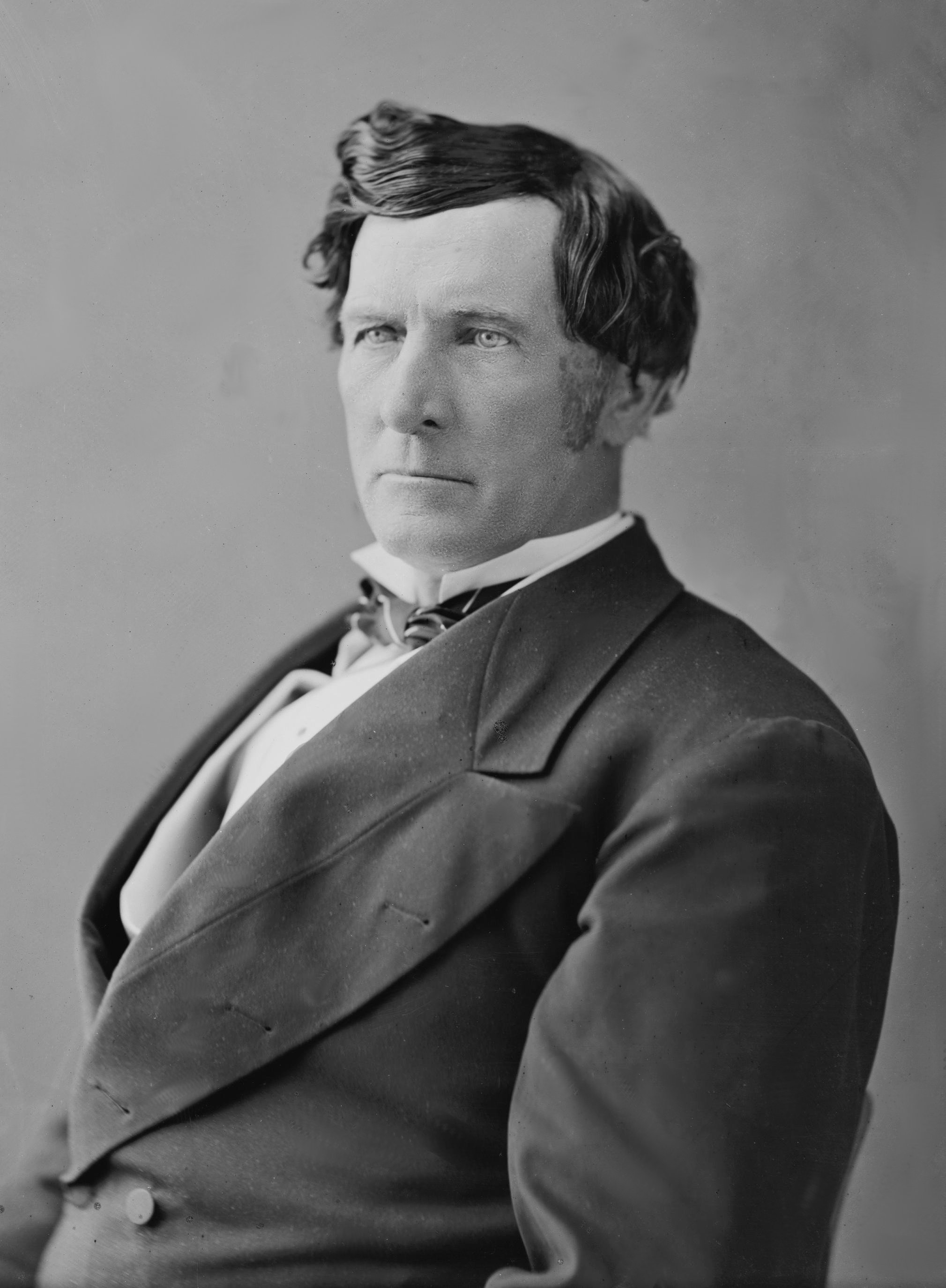
John Winfield Wallace (zwischen 1865 und 1880)

John Winfield Wallace (* 20. Dezember 1818 bei Beaver Falls, Beaver County, Pennsylvania; † 24. Juni 1889 in New Castle, Pennsylvania) war ein US-amerikanischer Politiker. Zwischen 1861 und 1863 sowie nochmals von 1875 bis 1877 vertrat er den Bundesstaat Pennsylvania im US-Repräsentantenhaus.

## Werdegang
John Wallace besuchte die Darlington Academy, an der er später für einige Zeit als Lehrer unterrichtete. Nach einem anschließenden Medizinstudium am Jefferson Medical College in Philadelphia und seiner 1846 erfolgten Zulassung als Arzt begann er in Darlington in diesem Beruf zu arbeiten. Seit 1850 lebte er in New Castle im Lawrence County. Dort schlug er auch eine politische Laufbahn ein. Er wurde Mitglied der 1854 gegründeten Republikanischen Partei und bekleidete einige lokale Ämter.
Bei den Kongresswahlen des Jahres 1860 wurde Wallace im 23. Wahlbezirk von Pennsylvania in das US-Repräsentantenhaus in Washington, D.C. gewählt, wo er am 4. März 1861 die Nachfolge von William Stewart antrat. Da er im Jahr 1862 nicht bestätigt wurde, konnte er bis zum 3. März 1863 zunächst nur eine Legislaturperiode im Kongress absolvieren. Diese war von den Ereignissen des Bürgerkrieges geprägt.
Während dieses Krieges diente Wallace als Zahlmeister im Heer der Union. Bei den Wahlen des Jahres 1874 wurde er im 24. Distrikt seines Staates erneut in den Kongress gewählt, wo er am 4. März 1875 William S. Moore ablöste. Da er im Jahr 1876 auf eine weitere Kandidatur verzichtete, konnte er bis zum 3. März 1877 wieder nur eine Legislaturperiode im US-Repräsentantenhaus verbringen. Nach seiner Zeit im US-Repräsentantenhaus praktizierte John Wallace wieder als Arzt in New Castle, wo er am 24. Juni 1889 verstarb.